# Aricoris tutana
Aricoris tutana is een vlindersoort uit de familie van de prachtvlinders (Riodinidae), onderfamilie Riodininae.
De wetenschappelijke naam van de soort werd voor het eerst geldig beschreven door Jean Baptiste Godart in 1824. Lange tijd werd dit als synoniem beschouwd van Aricoris constantius, maar in een recente publicatie is voorgesteld de soort weer te erkennen.
De soort heeft een spanwijdte van 21 millimeter. De vleugelkleur is egaal bruin met zwarte lijnen. Langs de achterrand van de achtervleugel bevinden zich zwarte vlekken. De soort komt voor in zuidelijk Brazilië, Paraguay en mogelijk noordelijk Argentinië.